# Antichrist Superstar
Antichrist Superstar es el segundo álbum de estudio de la banda estadounidense de metal industrial Marilyn Manson. Fue grabado en Nueva Orleans, Estados Unidos, y lanzado en Estados Unidos bajo los sellos Nothing e Interscope Records el 8 de octubre de 1996. Pese a toda la controversia que se generó por las letras de las canciones, logró vender solo en los Estados Unidos 1,9 millones y en ventas mundiales 7,5 millones, considerado su primer gran éxito.
Manson consideró este trabajo musical una "autobiografía". En ella describió la visión que tenía del mundo, y expandió su pensamiento fragmentándolo en las dieciséis canciones. Por otra parte, este disco fue el comienzo de una trilogía que posteriormente se extendería a otros dos álbumes: Mechanical Animals y Holy Wood (In the Shadow of the Valley of Death).
Este álbum ganó tres certificaciones de oro en Argentina, Australia y México. También fue certificado disco de platino en Estados Unidos y Canadá. Ocupó la posición número tres en la lista de Billboard 200. Asimismo, el sencillo «The Beautiful People» ocupó el puesto número veintinueve en la lista de Mainstream Rock Tracks y veintiséis en el Modern Rock Tracks, ambas de Billboard. «Tourniquet» segundo sencillo del álbum, ocupó la casilla treinta del Mainstream Rock Tracks.

## Antecedentes

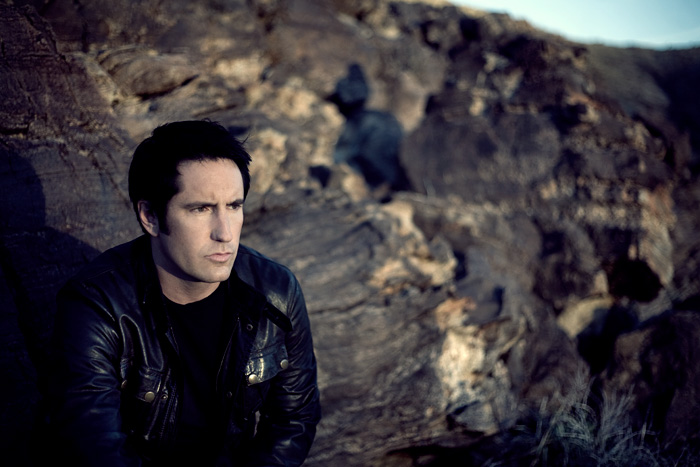
Trent Reznor, vocalista y líder de la banda Nine Inch Nails. Ayudó a Marilyn Manson en la realización de este álbum.

La producción musical de este álbum estuvo a cargo de Trent Reznor, Dave Ogilvie y Sean Beavan. Fue grabado en Nueva Orleans, bajo el sello discográfico Nothing Records. Trent Reznor contribuyó significativamente en la realización de esta producción, ya que trabajó junto a la banda durante siete meses seguidos en los estudios, luego de haber terminado su trabajo musical The Downward Spiral (1994).. El guitarrista Zim Zum reemplazaría a Scott Putesky, conocido como "Daisy Berkowitz" por diferencias musicales.
Manson se fundamentó en las ideas del filósofo Friedrich Nietzsche. El material contenía temas sobre la religión, el hombre, la voluntad del poder, entre otros. Las canciones «Antichrist Superstar», «Dried up, tied and dead to the world» y «Man that you fear» hablaban de toda la temática ilustrada en las obras de Nietzsche. Estas ideas no solo se evidenciaron en Antichrist Superstar, sino también, en las entrevistas y en algunos materiales autobiográficos como el de The long hard road out of hell.
Manson utilizó simbologías en este álbum tales como letras hebreas, números romanos, círculos, dibujos de rayos, entre otros.. Además posee una importante particularidad, la cual es que trae la pista oculta Empty Sounds of Hate (track 99) oculta tras 82 pistas mudas de cuatro segundos de duración cada una, lo que da un total de cinco minutos y 28 segundos mudos. Esto es una referencia al EP Broken de Nine Inch Nails, que incluye 90 pistas mudas de un segundo de duración cada una.

## Concepto
Antichrist Superstar fue un álbum basado en los pensamientos e ideales de Friedrich Nietzsche y en su fundamentación filosófica de la ascensión del superhombre. En el álbum, Manson describe en tres arcos la transformación hacia este ser. Sin embargo y a diferencia del superhombre que describía Nietzsche, el cual rechazaba los valores morales impuestos por la sociedad para ser una mejor versión de sí mismo, Manson reinterpreta toda esta idea, narrando cómo el desapego de estos valores morales y prejuicios sociales le convierten, por el contrario, en un ser desagradable, lleno de odio y libre de expresar sus más oscuras y sádicas tentaciones, convirtiéndose finalmente, de forma simbólica, en el anticristo que acabará con todo vestigio de humanidad. Fue el principio de una trilogía invertida que completaban Mechanical Animals y Holy Wood (In the Shadow of the Valley of Death). En estas trilogías se mostraba el ascenso de Manson, su pasión por un mundo que detestaba, un mundo lleno de drogas, excesos y fama.
De esta producción musical Manson expuso:

«Hemos combinado todo tipo de simbologías, de cábalas, numerología, narcóticos y hasta el uso de la tecnología informática para crear una especie de "ritual musical" y sea lo más parecido a un Apocalipsis. Las letras y los ideales expresados en este álbum son las de un personaje llamado "anticristo superestrella", interpretado por mi persona y por todas aquellas que conforman los Estados Unidos de América. Aquellas personas que no admitan y no se percaten de lo que ha sucedido van a tener miedo y se sentirán ofendidos. Todo lo que me propuse realizar en Antichrist Superstar lo he conseguido. No me enfoqué exclusivamente al concepto del álbum, sino también en todo lo que las personas iban a comentar en torno a este trabajo musical, y en los ideales y pensamientos que pretendía mostrar. Procuré dar un mensaje diferente y lo logré. Aprendí cómo la gente toma en serio la religión en Estados Unidos. Por eso fue importante realizar este trabajo musical, porque aprendí que la gente tiene un largo camino por recorrer cuando se trata de pensar en ideas diferentes, cuando se trata de Dios. A mí me gusta hablar de varios temas que a la mayoría de las personas les produce miedo».

## Sencillos
- «The Beautiful People». Primer sencillo de Antichrist Superstar, lanzado el 22 de septiembre de 1996. Según Manson, el título de la canción, fue una inspiración de un libro que salió a mediados de los años 1960. Este libro contenía información sobre la vida de la familia Kennedy, la política, la moda y la cultura.[13] Por otra parte, el sencillo fue certificado disco de oro por la Federación Internacional de la Industria Fonográfica (IFPI).[14] El canal musical VH1, posicionó este tema en la posición 28, como una de las 40 canciones más grandiosas del metal. También es considerada una de las 100 canciones más grandiosas de hard rock.

- «Tourniquet». Segundo sencillo del álbum, lanzado el 8 de septiembre de 1997. El video fue dirigido por la directora y fotógrafa italiana Floria Sigismondi.[15] En el video, Manson representó a un humanoide que se desplazaba por medio de unas ruedas. La banda utilizó gran variedad de trajes bizarros a medida que transcurrían las escenas. Fue uno de los tres videos musicales donde Manson apareció sin maquillaje, los otros dos videos son «Get Your Gunn» y «Lunchbox».[16]

- «Cryptorchid». Tercer sencillo del CD, dirigido por Elias Merhige;[17] presentó imágenes de la película Begotten.[18] Algunas escenas fueron sustituidas por Manson para evitar las publicaciones originales de la cinta.

- «Antichrist Superstar». Cuarto sencillo, el video fue dirigido por Elias Merhige. Antes de su publicación oficial, el video fue presentado en el Festival de Cine de San Francisco.[19] Contiene escenas grabadas en vivo.

- «Man That You Fear». Quinto y último sencillo, dirigido por el director Wiz y producido por Trent Reznor y David Ogilvie.[20] El video mostraba todos los eventos del último día de Manson en la tierra; finalmente, muere por lapidación en un lugar aislado del desierto.[16]

## Crítica y recepción
Stephen Thomas Erlewine de Allmusic, afirmó que este material contenía un "sonido más completo" que su antecesor material, Portrait of an American Family (1994). Destacó la fusión de otros géneros musicales como el "rock gótico, metal progresivo, new wave y metal industrial". Jim Farber de Entertainment Weekly, manifestó que fue un trabajo que ofrecía "sonidos industriales". Un CD conceptual, donde se mostraba el "nihilismo y la depravación". Lorraine Ali de la revista Rolling Stone, expresó su descontento, ya que Manson ofreció "una imagen extravagante". Declaró que «Irresponsible Hate Anthem», fue un disco que incitaba "al mal comportamiento"; comparó a «The Beautiful People» con una "película de terror cargada de suspenso" y definió a «Antichrist Superstar» un disco "saciado de iniquidad y burla". La revista Spin, comparó este material con la música fantasmagórica y gótica de Black Sabbath. La revista Q, destacó la inclusión de "sonidos siniestros, acompañados de riffs pesados y voces altamente guturales". Stephen Thompson de A.V. Club, declaró que esta producción representó "70 minutos de sonidos ruidosos, angustiosos y satánicos".
Antichrist Superstar ganó tres certificaciones de platino. Ocupó la tercera posición en el conteo de Billboard 200 y la tercera en Nueva Zelanda. En 2001, la revista británica Q, seleccionó este trabajo musical como uno de los 50 álbumes más pesados en la historia del rock. Figura en la posición 606, de una lista de los 1000 álbumes más grandes de la historia, según Fnac. En 1998, la revista Kerrang! lo ubicó en la posición 14 como uno de los 1001 álbumes que hay que escuchar antes de morir. Según Rolling Stone, es considerado uno de los 100 mejores álbumes en la década de los años 1990.

## Lista de canciones
Todas las letras escritas por Manson.
| Cycle I: The Heirophant |                                        |                            |          |  |
| N.º                     | Título                                 | Música                     | Duración |  |
| 1.                      | «Irresponsible Hate Anthem»            | Manson, Berkowitz, Gacy    | 4:17     |  |
| 2.                      | «The Beautiful People»                 | Manson, Ramírez            | 3:38     |  |
| 3.                      | «Dried Up, Tied and Dead to the World» | Manson, Ramírez            | 4:16     |  |
| 4.                      | «Tourniquet»                           | Manson, Berkowitz, Ramírez | 4:30     |  |

| Cycle II: Inauguration of the Worm |                                |                         |          |  |
| N.º                                | Título                         | Música                  | Duración |  |
| 5.                                 | «Little Horn»                  | Manson                  | 2:43     |  |
| 6.                                 | «Cryptorchid»                  | Manson, Gacy            | 2:44     |  |
| 7.                                 | «Deformography»                | Manson, Ramírez, Reznor | 4:31     |  |
| 8.                                 | «Wormboy»                      | Manson, Berkowitz       | 3:56     |  |
| 9.                                 | «Mister Superstar»             | Manson, Ramírez         | 5:04     |  |
| 10.                                | «Angel with the Scabbed Wings» | Manson, Ramírez, Gacy   | 3:52     |  |
| 11.                                | «Kinderfeld»                   | Manson, Ramírez, Gacy   | 4:51     |  |

| Cycle III: Disintegrator Rising |                        |                         |          |  |
| N.º                             | Título                 | Música                  | Duración |  |
| 12.                             | «Antichrist Superstar» | Manson, Ramírez, Gacy   | 5:14     |  |
| 13.                             | «1996»                 | Manson, Ramírez         | 4:01     |  |
| 14.                             | «Minute of Decay»      | Manson                  | 4:44     |  |
| 15.                             | «The Reflecting God»   | Manson, Ramírez, Reznor | 5:36     |  |
| 16.                             | «Man That You Fear»    | Manson, Berkowitz, Gacy | 6:10     |  |

|     |                                                                                                  |          |  |  |  |  |  |  |  |  |
| N.º | Título                                                                                           | Duración |  |  |  |  |  |  |  |  |
| 17. | «Untitled» (también titulado Non-Musical Silence, al igual que las demás 81 pistas llamadas así) | 0:04     |  |  |  |  |  |  |  |  |
| 18. | «Untitled»                                                                                       | 0:04     |  |  |  |  |  |  |  |  |
| 19. | «Untitled»                                                                                       | 0:04     |  |  |  |  |  |  |  |  |
| 20. | «Untitled»                                                                                       | 0:04     |  |  |  |  |  |  |  |  |
| 21. | «Untitled»                                                                                       | 0:04     |  |  |  |  |  |  |  |  |
| 22. | «Untitled»                                                                                       | 0:04     |  |  |  |  |  |  |  |  |
| 23. | «Untitled»                                                                                       | 0:04     |  |  |  |  |  |  |  |  |
| 24. | «Untitled»                                                                                       | 0:04     |  |  |  |  |  |  |  |  |
| 25. | «Untitled»                                                                                       | 0:04     |  |  |  |  |  |  |  |  |
| 26. | «Untitled»                                                                                       | 0:04     |  |  |  |  |  |  |  |  |
| 27. | «Untitled»                                                                                       | 0:04     |  |  |  |  |  |  |  |  |
| 28. | «Untitled»                                                                                       | 0:04     |  |  |  |  |  |  |  |  |
| 29. | «Untitled»                                                                                       | 0:04     |  |  |  |  |  |  |  |  |
| 30. | «Untitled»                                                                                       | 0:04     |  |  |  |  |  |  |  |  |
| 31. | «Untitled»                                                                                       | 0:04     |  |  |  |  |  |  |  |  |
| 32. | «Untitled»                                                                                       | 0:04     |  |  |  |  |  |  |  |  |
| 33. | «Untitled»                                                                                       | 0:04     |  |  |  |  |  |  |  |  |
| 34. | «Untitled»                                                                                       | 0:04     |  |  |  |  |  |  |  |  |
| 35. | «Untitled»                                                                                       | 0:04     |  |  |  |  |  |  |  |  |
| 36. | «Untitled»                                                                                       | 0:04     |  |  |  |  |  |  |  |  |
| 37. | «Untitled»                                                                                       | 0:04     |  |  |  |  |  |  |  |  |
| 38. | «Untitled»                                                                                       | 0:04     |  |  |  |  |  |  |  |  |
| 39. | «Untitled»                                                                                       | 0:04     |  |  |  |  |  |  |  |  |
| 40. | «Untitled»                                                                                       | 0:04     |  |  |  |  |  |  |  |  |
| 41. | «Untitled»                                                                                       | 0:04     |  |  |  |  |  |  |  |  |
| 42. | «Untitled»                                                                                       | 0:04     |  |  |  |  |  |  |  |  |
| 43. | «Untitled»                                                                                       | 0:04     |  |  |  |  |  |  |  |  |
| 44. | «Untitled»                                                                                       | 0:04     |  |  |  |  |  |  |  |  |
| 45. | «Untitled»                                                                                       | 0:04     |  |  |  |  |  |  |  |  |
| 46. | «Untitled»                                                                                       | 0:04     |  |  |  |  |  |  |  |  |
| 47. | «Untitled»                                                                                       | 0:04     |  |  |  |  |  |  |  |  |
| 48. | «Untitled»                                                                                       | 0:04     |  |  |  |  |  |  |  |  |
| 49. | «Untitled»                                                                                       | 0:04     |  |  |  |  |  |  |  |  |
| 50. | «Untitled»                                                                                       | 0:04     |  |  |  |  |  |  |  |  |
| 51. | «Untitled»                                                                                       | 0:04     |  |  |  |  |  |  |  |  |
| 52. | «Untitled»                                                                                       | 0:04     |  |  |  |  |  |  |  |  |
| 53. | «Untitled»                                                                                       | 0:04     |  |  |  |  |  |  |  |  |
| 54. | «Untitled»                                                                                       | 0:04     |  |  |  |  |  |  |  |  |
| 55. | «Untitled»                                                                                       | 0:04     |  |  |  |  |  |  |  |  |
| 56. | «Untitled»                                                                                       | 0:04     |  |  |  |  |  |  |  |  |
| 57. | «Untitled»                                                                                       | 0:04     |  |  |  |  |  |  |  |  |
| 58. | «Untitled»                                                                                       | 0:04     |  |  |  |  |  |  |  |  |
| 59. | «Untitled»                                                                                       | 0:04     |  |  |  |  |  |  |  |  |
| 60. | «Untitled»                                                                                       | 0:04     |  |  |  |  |  |  |  |  |
| 61. | «Untitled»                                                                                       | 0:04     |  |  |  |  |  |  |  |  |
| 62. | «Untitled»                                                                                       | 0:04     |  |  |  |  |  |  |  |  |
| 63. | «Untitled»                                                                                       | 0:04     |  |  |  |  |  |  |  |  |
| 64. | «Untitled»                                                                                       | 0:04     |  |  |  |  |  |  |  |  |
| 65. | «Untitled»                                                                                       | 0:04     |  |  |  |  |  |  |  |  |
| 66. | «Untitled»                                                                                       | 0:04     |  |  |  |  |  |  |  |  |
| 67. | «Untitled»                                                                                       | 0:04     |  |  |  |  |  |  |  |  |
| 68. | «Untitled»                                                                                       | 0:04     |  |  |  |  |  |  |  |  |
| 69. | «Untitled»                                                                                       | 0:04     |  |  |  |  |  |  |  |  |
| 70. | «Untitled»                                                                                       | 0:04     |  |  |  |  |  |  |  |  |
| 71. | «Untitled»                                                                                       | 0:04     |  |  |  |  |  |  |  |  |
| 72. | «Untitled»                                                                                       | 0:04     |  |  |  |  |  |  |  |  |
| 73. | «Untitled»                                                                                       | 0:04     |  |  |  |  |  |  |  |  |
| 74. | «Untitled»                                                                                       | 0:04     |  |  |  |  |  |  |  |  |
| 75. | «Untitled»                                                                                       | 0:04     |  |  |  |  |  |  |  |  |
| 76. | «Untitled»                                                                                       | 0:04     |  |  |  |  |  |  |  |  |
| 77. | «Untitled»                                                                                       | 0:04     |  |  |  |  |  |  |  |  |
| 78. | «Untitled»                                                                                       | 0:04     |  |  |  |  |  |  |  |  |
| 79. | «Untitled»                                                                                       | 0:04     |  |  |  |  |  |  |  |  |
| 80. | «Untitled»                                                                                       | 0:04     |  |  |  |  |  |  |  |  |
| 81. | «Untitled»                                                                                       | 0:04     |  |  |  |  |  |  |  |  |
| 82. | «Untitled»                                                                                       | 0:04     |  |  |  |  |  |  |  |  |
| 83. | «Untitled»                                                                                       | 0:04     |  |  |  |  |  |  |  |  |
| 84. | «Untitled»                                                                                       | 0:04     |  |  |  |  |  |  |  |  |
| 85. | «Untitled»                                                                                       | 0:04     |  |  |  |  |  |  |  |  |
| 86. | «Untitled»                                                                                       | 0:04     |  |  |  |  |  |  |  |  |
| 87. | «Untitled»                                                                                       | 0:04     |  |  |  |  |  |  |  |  |
| 88. | «Untitled»                                                                                       | 0:04     |  |  |  |  |  |  |  |  |
| 89. | «Untitled»                                                                                       | 0:04     |  |  |  |  |  |  |  |  |
| 90. | «Untitled»                                                                                       | 0:04     |  |  |  |  |  |  |  |  |
| 91. | «Untitled»                                                                                       | 0:04     |  |  |  |  |  |  |  |  |
| 92. | «Untitled»                                                                                       | 0:04     |  |  |  |  |  |  |  |  |
| 93. | «Untitled»                                                                                       | 0:04     |  |  |  |  |  |  |  |  |
| 94. | «Untitled»                                                                                       | 0:04     |  |  |  |  |  |  |  |  |
| 95. | «Untitled»                                                                                       | 0:04     |  |  |  |  |  |  |  |  |
| 96. | «Untitled»                                                                                       | 0:04     |  |  |  |  |  |  |  |  |
| 97. | «Untitled»                                                                                       | 0:04     |  |  |  |  |  |  |  |  |
| 98. | «Untitled»                                                                                       | 0:05     |  |  |  |  |  |  |  |  |

| N.º   | Título                                                                                               | Duración |  |
| 99.   | «Empty Sounds of Hate (track 99)» (pista oculta también titulada Ghost Track, "Intro", o "Untitled") | 1:39     |  |
| 68:26 | |          |  |

| Antichrist Superstar B-sides |                              |          |  |
| N.º                          | Título                       | Duración |  |
| 1.                           | «Apple of Sodom»             | 4:34     |  |
| 2.                           | «Long Hard Road Out of Hell» | 4:23     |  |
| 3.                           | «The Suck For Your Solution» | 4:03     |  |
| 13:00                        |                              |          |  |

## Posicionamiento en las listas
| Año       | Álbum/Canción          | Lista                  | Posición |
| --------- | ---------------------- | ---------------------- | -------- |
| 1996-1997 | Antichrist Superstar   | Billboard 200          | 3        |
| 1996-1997 | Antichrist Superstar   | Australian charts      | 41       |
| 1996-1997 | Antichrist Superstar   | Chart Log UK           | 73       |
| 1996-1997 | Antichrist Superstar   | Austrian charts        | 37       |
| 1996-1997 | Antichrist Superstar   | Les charts             | 116      |
| 1996-1997 | Antichrist Superstar   | Swedish charts         | 50       |
| 1996-1997 | Antichrist Superstar   | Finnish charts         | 13       |
| 1996-1997 | Antichrist Superstar   | Charts nz              | 5        |
| 1996-1997 | «The Beautiful People» | Modern Rock Tracks     | 26       |
| 1996-1997 | «The Beautiful People» | Australian charts      | 42       |
| 1996-1997 | «The Beautiful People» | Dutch charts           | 96       |
| 1996-1997 | «The Beautiful People» | Chart Log UK           | 18       |
| 1996-1997 | «The Beautiful People» | Charts nz              | 29       |
| 1996-1997 | «The Beautiful People» | Mainstream Rock Tracks | 29       |
| 1996-1997 | «Tourniquet»           | Mainstream Rock Tracks | 30       |
| 1996-1997 | «Tourniquet»           | Finnish charts         | 16       |
| 1996-1997 | «Tourniquet»           | Charts nz              | 41       |
| 1996-1997 | «Tourniquet»           | Chart Log UK           | 28       |

## Certificaciones discográficas
| Organismo | Designación | Ventas      |
| --------- | ----------- | ----------- |
| RIAA      | Platino     | 1 000 000 + |
| CRIA      | 2x Platino  | 200 000 +   |
| ARIA      | Oro         | 35 000 +    |
| CAPIF     | Oro         | 50 000 +    |
| AMPROFON  | Oro         | 30 000 +    |

## Créditos
| Marilyn Manson - Marilyn Manson — Voz - Twiggy Ramirez — Bajo, guitarras - Daisy Berkowitz - Guitarras en Irresponsible Hate Anthem, Tourniquet, Wormboy, Antichrist Superstar, Mister Superstar (No se le dio el crédito que merecía) - Madonna Wayne Gacy — Sintetizador - Ginger Fish — Batería - Zim Zum — Guitarra en vivo para el tour Dead to the World | Producción - Sean Beavan — Productor musical, ingeniero - Trent Reznor — Productor musical - Robin Finck — Asistente de guitarras - Danny Lohner — Guitarras - Drexl Jonez — Guitarras - Chris Vrenna — Batería, programador - Dave Ogilvie — Productor musical - Brian Pollack — Asistente de producción e ingeniería - Tom Baker — Masterización - P. R. Brown — Diseño de ilustración - Dean Karr — Fotografía |